# Wiktor Krawczenko (lekkoatleta)
Wiktor Piotrowicz Krawczenko ros. Виктор Пeтрович Кравченко (ur. 24 maja 1941 w Rostowie nad Donem) – rosyjski lekkoatleta startujący w barwach ZSRR, trójskoczek, medalista olimpijski z 1964.
Na igrzyskach olimpijskich w 1964 w Tokio zdobył brązowy medal w trójskoku, przegrywając jedynie z Józefem Szmidtem i ze swym rodakiem Olegiem Fiedosiejewem.
Był mistrzem ZSRR w tej konkurencji w 1964 i 1966.
Rekordy życiowe Krawczenki:
- trójskok – 16,57 (16 października 1964, Tokio)